# San Juan de Taperas
San Juan de Taperas (auch: Las Taperas oder Taperas) ist eine Ortschaft im Departamento Santa Cruz im südamerikanischen Anden-Staat Bolivien.

## Lage im Nahraum
San Juan de Taperas ist zentraler Ort des Kanton San Juan de Taperas im Municipio San José de Chiquitos in der Provinz Chiquitos und liegt auf einer Höhe von 373 m östlich der Stadt San José de Chiquitos am östlichen Ende eines etwa 90 Kilometer langen Höhenrückens, der wenige Kilometer westlich von Taperas im Cerro Botija mit 808 Metern seine höchste Erhebung hat.

## Geographie
Das Klima der Region ist subtropisch und semihumid, die Ebene direkt nördlich von Taperas ist feucht und von zahlreichen Bachläufen durchzogen, so dass sie landwirtschaftlich bisher kaum erschlossen ist.
Die Jahresdurchschnittstemperatur der Region liegt bei 25,5 °C (siehe Klimadiagramm San José de Chiquitos), mit monatlichen Durchschnittstemperaturen zwischen knapp 28 °C im Oktober und November und unter 22 °C im Juni. Der Jahresniederschlag beträgt 918 mm, die mittlere Luftfeuchtigkeit liegt bei 68 Prozent. Der Trockenzeit von Juli bis September steht eine ausgeprägte Feuchtezeit von November bis März gegenüber.

## Verkehrsnetz
San Juan de Taperas liegt in einer Entfernung von 321 Straßenkilometern östlich von Santa Cruz, der Hauptstadt des Departamentos.
Durch San Juan de Taperas führt die 1.657 Kilometer lange Nationalstraße Ruta 4, die in West-Ost-Richtung das Land von der chilenischen bis zur brasilianischen Grenze durchquert. Die Straße führt über Patacamaya, Cochabamba und Villa Tunari nach Santa Cruz und von dort aus weiter über Cotoca, Pailón und San José de Chiquitos nach Taperas und über Roboré nach Puerto Suárez.

## Bevölkerung
Die Einwohnerzahl der Ortschaft ist in den vergangenen beiden Jahrzehnten nur unwesentlich angestiegen:
| Jahr | Einwohner | Quelle       |
| ---- | --------- | ------------ |
| 1992 | 758       | Volkszählung |
| 2001 | 879       | Volkszählung |
| 2012 | 832       | Volkszählung |
| 2024 |           | Volkszählung |